# Benjamin Brueyre
Benjamin Brueyre ou Bruyère, né le 20 mai 1810 à Tence et mort le 24 février 1880 dans le Sien-hsien, est un jésuite français qui ouvrit une nouvelle mission en Chine en juillet 1842, plus d'un siècle après l'interdiction de la religion chrétienne par décret impérial (1724). Il est surtout connu pour sa traduction de la Bible en chinois datant de 1862.

## Biographie
Benjamin Brueyre poursuit ses études au petit séminaire et au grand séminaire de Puy-en-Velay, comme Joseph Gonnet (1815-1895) qui devient aussi jésuite. Il entre dans la compagnie de Jésus le 19 septembre 1831, fait son noviciat à Chieri, puis en Suisse. Il étudie la philosophie à Mélan et à Fribourg (1834-1835) tout en étant professeur scolastique dans divers collèges de la région, dont le collège Saint-Michel, puis il étudie la philosophie à Vals-près-le-Puy. C'est alors qu'il est choisi en 1841 pour partir en mission pour la Chine avec deux confrères, le P. François Estève (no) et le P. Claude Gotteland. C'est la première mission jésuite depuis leur expulsion au XVIIIe siècle et la mort en Chine du dernier jésuite en 1793. Il y avait en 1840, deux cent mille chrétiens marginalisés et persécutés, sur tout le territoire, dont s'occupaient moins d'une centaine de prêtres chinois et une quarantaine de missionnaires européens nouvellement arrivés. Les trois jésuites débarquent à Wusong près de Shanghai, le 11 juillet 1842. Le P. Gotteland qui dirige la mission avait reçu pour instruction de reprendre la tradition jésuite de travaux scientifiques, tandis que les deux autres prêtres devaient se consacrer à l'apostolat. Le P. Brueyre est soutenu par une forte spiritualité mariale et s'efforce dès le départ de pourvoir aussi aux moyens matériels de la population. Les jésuites s'installent en 1847 dans le village de Zikawei au sud de Shanghai, et reçoivent un grand terrain (agrandi ensuite par des terres achetées par la compagnie de Jésus de France) offert par les descendants de Xu Guangqi qui, restés catholiques, avaient maintenu l'entretien d'une petite chapelle, près de sa tombe. Les pères construisent une église et ouvrent un collège, le collège Saint-Ignace, pour les fils de familles de lettrés.
Le P. Brueyre ouvre, quant à lui, en 1843 la mission du Kiang-nan (Jiangnan aujourd'hui) avec Hangtchéou (Hangzhou) pour base, revenant de temps à autre à Zikawei. Le séminaire démarre le 1er février 1843 avec vingt-trois étudiants et déménage à Song kia-tu en 1853. Toutes les missions sont confiées aux jésuites français dans la région à partir de 1849, alors qu'elle est le théâtre de rébellions de 1853 à 1864. Il est élu supérieur du Tché-li oriental de 1859 à 1866 et meurt dans le Sienhsien en 1880.
Son apostolat s'exerce dans des temps difficiles (massacre de 1870 à Tientsin) et il est au début en butte à l'incompréhension du vicaire apostolique de Nankin, Mgr Louis de Bési, qui quittera la Chine en 1847. 
Il a traduit en chinois de nombreux ouvrages de piété, en particulier sur le Sacré-Cœur, et écrit des grammaires et des dictionnaires. Il est surtout connu pour sa traduction de la Bible en 1862. Son nom chinois est Li Xiufang (李秀芳).